# برنطین
برنطین، روستایی در دهستان برنطین بخش مرکزی شهرستان رودان در استان هرمزگان ایران است. این روستا، مرکز دهستان برنطین است.

## جمعیت
بر پایه سرشماری عمومی نفوس و مسکن در سال ۱۳۹۵، جمعیت این روستا برابر با ۵٬۷۹۹ نفر (۱٬۶۵۲ خانوار) بوده‌است.